# Jean-Marie Stoerkel
Jean-Marie Stoerkel est un journaliste-écrivain français, né le 11 juin 1947 à Ingersheim dans le Haut-Rhin.

## Biographie
Jean-Marie Stoerkel a grandi dans une famille ouvrière alsacienne qui a souffert du nazisme. Cela l'a placé dès l'adolescence dans le camp de la gauche antifasciste. Il a été membre du PSU dans les années 1970.
Après son service militaire à Madagascar, il a rencontré l'abbé Pierre. Il a effectué un premier séjour en 1970 dans la communauté Emmaüs de Harlem à New-York, puis chez les Panthères Noires du ghetto noir de Chicago. Ses reportages ont été publiés par le journal L'Alsace. Il est retourné à Harlem et à Chicago en 1972 puis a réalisé un périple pendant presque un an en Amérique du Sud, vivant et travaillant dans les communautés Emmaüs. Il a fréquenté en Bolivie les clandestins de l’ELN (l’armée de libération nationale créée par Ernesto Che Guevara) qui combattaient une dictature utilisant l’ancien chef de la gestapo de Lyon Klaus Barbie. Il en fera le récit dans un livre paru en 2008, Le Chaos de l’âme, du Struthof à l'Amérique, de l'abbé Pierre au Che.
En septembre 1973, il est entré comme journaliste au quotidien L'Alsace à Mulhouse, d’abord chargé de la page « jeunes », puis, de 1977 jusqu’à sa retraite  en juillet 2010, de la rubrique « faits divers et justice ». Il a notamment enquêté sur des trafics internationaux de cigarettes, de drogue et d’armes, et sur l’attentat contre le pape Jean-Paul II le 13 mai 1981 place Saint-Pierre à Rome, révélant que le deuxième tireur était caché en France. 
Après quatre livres d’enquêtes, dont le premier, Frontière suisse, écrit en roman avec Patrick Rambaud (lauréat du prix Goncourt 1997 pour La Bataille), il s’est lancé dans le roman policier à la demande de Bernard Fischbach, alors directeur de la collection des polars régionaux aux Editions du Bastberg. Il s’inspire notamment d’affaires criminelles qu’il a traitées comme journaliste, en développant l’aspect sociétal et les relations psychologiques entre les protagonistes. Ses livres sont aussi des odes à l'Alsace.
En octobre 2015, avec Jacques Zimmermann qui en signe la version alsacienne, il publie aux Editions du Bastberg le premier polar en français et en alsacien, Le tueur à la coiffe alsacienne/ D'r Teter met dem Elsàssesch Schlupf-Hüewa, l'histoire d'un serial killer qui sévit pendant que l'Alsace se prépare au mariage forcé dans la grande région. Le tome 2, Les tueurs à la coiffe alsacienne, D'Teter met Elsàssesch-Hüawa, également avec Jacques Zimmermann pour la version alsacienne, paraît fin septembre 2016.
Il vit désormais à Ingersheim. Son livre paru à l'automne 2019, Crime au pressoir, est toujours une ode à l'Alsace et une sorte de suite, quarante ans plus tard, à Crime de guerre en Alsace, qui est un hommage à la Résistance alsacienne.
Son livre paru en septembre 2020, 50 nuances de crimes, également publié aux Editions du Bastberg et préfacé par le grand avocat pénaliste Thierry Moser, reprend cinquante vraies grandes affaires criminelles qui ont défrayé la chronique en Alsace au cours des cinquante années précédentes.

## Œuvres
- Frontière suisse, avec Patrick Rambaud.  Éditions Olivier Orban.1986,
- L’affaire Isabelle Fisch, avec Rémy Fisch. Éditions du Rhin. 1991,
- Les Loups de Saint-Pierre, les secrets de l’attentat contre Jean-Paul II. Plon.1996,
- Faits divers, le doute d’un journaliste. L’Alsace Éditions. 2000,
- Le mystère de la chambre forte. Éditions du Bastberg. 2006,
- La croix de Baya. Éditions du Bastberg. 2008,
- Le chaos de l’âme, du Struthof à l’Amérique, de l’abbé Pierre au Che. Éditions du Bastberg. 2008,
- La morte du confessionnal. Éditions du Bastberg. 2010,
- Les morts de l’éclusier. Éditions du Bastberg. 2011  (ISBN 978-2358590242)
- L'égaré, avec Pierre Freyburger. Éditions Alan Sutton. 2012.
- L'espion alsacien. Éditions de La Nuée Bleue. 2014.
- L'enfer de Schongauer. Éditions du Bastberg. 2015.
- Le tueur à la coiffe alsacienne.  D’r Teter met dem Elsàssesch Schlupf-Hüewa, le premier polar en français et en alsacien, avec Jacques Zimmermann. Éditions du Bastberg. 2015.
- Les tueurs à la coiffe alsacienne, D'Teter met Elsàssesch Schlupf-Hüawa, la suite du premier polar en français et en alsacien, avec Jacques Zimmermann. Éditions du Bastberg. 2016.
- Crime de guerre en Alsace. Éditions du Bastberg. 2017.
- L'aigle du Haut-Koenigsbourg.  Éditions Saint-Brice. 2018.
- Crime au pressoir.  Éditions du Bastberg. 2019.
- 50 nuances de crimes. Éditions du Bastberg. 2020.
- L'enfer de Schongauer, version enrichie. Éditions du Bastberg. 2021.
- Crimes en plein-jeu, avec Martine Moser. Éditions du Bastberg. 2022.
- Crimes historiques en Alsace, Éditions du Bastberg.2023
- Le juge et le journaliste, avec Michel Turk,  Éditions du Bastberg.2024
- Mystères&Double jeu, avec Martine Moser, Éditions du Bastberg.2025